# Unconditional Love (canción de Donna Summer)
«Unconditional Love» es el segundo sencillo del undécimo álbum de estudio de Donna Summer, She Works Hard for the Money. Lanzado en agosto de 1983 por Mercury Records, fue escrito por Summer y Michael Omartian y producido por Omartian. Aunque no está acreditado, también cuenta con la participación de la banda británica de reggae Musical Youth.
En Estados Unidos alcanzó el puesto 43 en el Billboard Hot 100 y el 40 en la lista Cash Box, aunque tuvo un desempeño significativamente mejor en la lista de R&B, alcanzando el Top Ten. En el Reino Unido llegó al número 14 de la UK Singles Chart. "Unconditional Love" alcanzó el puesto 26 en España.

## Vídeo musical
El video musical de "Unconditional Love" fue dirigido por David Mallet. En el video, Summer interpreta a una maestra de escuela y el grupo de reggae Musical Youth son miembros de la clase. Después de que termina la clase, Summer se quita su pesado abrigo de piel, revelando un ajustado traje de cantante de club nocturno azul brillante, y sale, cantando con todos los estudiantes de la escuela. La escuela local que fue invitada a ser parte del video musical fue la Escuela Primaria King Athelstan y el local en la que se llevó a cabo la filmación fue la Escuela de Niñas Bonner Hill Road antes de ser demolida.

## Lista de canciones
sencillo 7"
A "Unconditional Love"  –  3:55
B "Woman" – 4:20
maxi 12" 
A "Unconditional Love" (Club Mix) – 5:20
B "Unconditional Love" (Instrumental) – 4:40

## Posicionamiento en listas
| Lista (1983)                             | Máxuna posición |
| ---------------------------------------- | --------------- |
| España (Los 40)                          | 26              |
| Estados Unidos (Billboard Hot 100)       | 43              |
| Estados Unidos (Hot R&B/Hip-Hop Singles) | 9               |
| Estados Unidos (Cash Box)                | 40              |
| Irlanda (IRMA)                           | 28              |
| Nueva Zelanda (Recorded Music NZ)        | 24              |
| Reino Unido (UK Singles Chart)           | 14              |

## Otras versiones
En 1986, la banda de punk cristiano Altar Boys grabó una versión de "Unconditional Love" en su álbum de estudio Gut Level Music.